# Maroochy River
Maroochy River är ett vattendrag i Australien. Det ligger i delstaten Queensland, omkring 91 kilometer norr om delstatshuvudstaden Brisbane. Genomsnittlig årsnederbörd är 1 778 millimeter. Den regnigaste månaden är januari, med i genomsnitt 345 mm nederbörd, och den torraste är september, med 40 mm nederbörd.